# 이 곳에는 쥐가 있습니다
《이 곳에는 쥐가 있습니다》(Beware Of Rats)는 대한민국에서 제작된 권혜민 감독의 2006년 드라마, 가족 영화이다. 윤효식 등이 주연으로 출연하였다.

## 출연

### 주연
- 윤효식
- 남수지
- 이엽
- 박희철

## 제작진
- 프로듀서: 조재혁
- 조명: 이우현
- 조연출: 나대혁
- 녹음: 맹주화
- 믹싱: 김완진